# Pterygogramma semifuscipenne
Pterygogramma semifuscipenne är en stekelart som beskrevs av Girault 1912. Pterygogramma semifuscipenne ingår i släktet Pterygogramma och familjen hårstrimsteklar. Inga underarter finns listade i Catalogue of Life.